# Arthur Spronken
Arthur Jan Elisa Spronken (Beek, 30 juli 1930 – Sittard, 5 april 2018) was een Nederlandse beeldhouwer.

## Leven en werk
Spronken was een zoon van Jan Nicolaas Spronken, sigarenfabrikant, en Bertha Hertz. In zijn jeugd werd Spronken zowel beïnvloed door de paardenliefhebberij van zijn vader en grootvader, als door de beeldhouwer Paul Schmalbach. Hij werd klaargestoomd voor de handel, maar ging uiteindelijk naar de Kunstnijverheidsschool in Maastricht, waar hij onder anderen les kreeg van Charles Vos en Harry Koolen. Hij studeerde hier van 1948 tot 1952 en vertrok daarna voor een jaar naar Milaan om stage te lopen aan de Accademia di belle Arti di Brera. Daar kreeg hij onder andere les van Marino Marini, een specialist op het gebied van paarden in de beeldhouwkunst.
Eenmaal weer in Nederland maakte Spronken in eerste instantie voornamelijk religieuze figuren uit hout, daarna ging hij rond 1961 over op brons. Zijn figuratieve beelden concentreren zich rond de dynamiek van lichamen, danseressen en later paardentorso's. Die dynamiek is zo belangrijk bij de latere paardentorso's, dat de benen van de paarden alleen in aanzet te zien zijn, de aanzet tot de beweging die in de torso plaatsvindt.
In 1964 kreeg hij een individuele tentoonstelling in het Frans Hals Museum. In 1996 vond er in Scheveningen in het museum Beelden aan Zee een overzichtstentoonstelling plaats, waarbij zijn monument van het koninklijk gezin een permanente plaats kreeg.
Arthur Spronken trouwde in 1955 met de Finse kunstenares Varpu Tikanoja (1928-1983). Ze kregen samen vier dochters, onder wie de kunstenaressen Siiri Spronken, Arja Spronken, Kore Spronken en een zoon Caius Spronken. Later leefde hij samen met beeldhouwster Francesca Zijlstra. Beeldhouwer Arthur Spronken, woonde op zijn landgoed Varpullan, in Kelmond.

## Werk in de openbare ruimte (selectie)
- Leerlingen aan de arbeid (1957), Voormalige Technische School voor de Chemische School, Geleen
- Hurkende danser (1964), Noorderhoutpark, Haarlem
- Vliegende amazone (1965), Beeldenroute Technische Universiteit Eindhoven
- Zonnevechter (1967), Grote Markt, Haarlem
- Zonneruiter (1967), Schiphol (op de tweede verdieping boven vertrekhal 2)
- De wachter (1967), aan de Johan Peijnenburgweg, Geldrop
- Centauer (1967), BiblioNova, Herenhof 1, Geleen
- Paard en ruiter (1967), Diependaalselaan, Hilversum
- Vlucht (1967), Einsteindreef, Utrecht
- Cadans (1968), Doctor Polletlaan, Eindhoven
- Zwevend (1968) Henri Dunantstraat, Heerlen
- Zonnestier (1968), Beek
- Suiac (1968), Horstlaan, Driebergen-Rijsenburg
- Plastiek (1968) aan de gevel van het stadhuis van Eindhoven
- Paardetors (1969) bij Provinciehuis (Noord-Brabant) aan de Brabantlaan, 's-Hertogenbosch
- Europoortbeeld (1970), Maasboulevard, Vlaardingen
- Paard en ruiter (1970) IJsselkade/Maasstraat, Leiden
- Steigerend paard (1969), Florence Nightingalelaan, Amstelveen (aangekocht in 1971)
- Steigerende tors (1971), Beneluxbaan, Amstelveen (aangekocht in 1977)
- Amazone (1973), Westerbrink, Assen
- Steigerend paard (1972), op de patio van basisschool "De Sleutel", Eilenbergstraat in Tilburg
- Amazone (1972), Op de Thermen, Maastricht
- Boeg (1973), Stokstraat - Plankstraat, Maastricht
- Paard(1974) Academiegebouw Tilburg University, Tilburg
- Zwevende Hollander (1978), Zwolle
- Faun (1980), Maasboulevard, Maastricht
- Elementen (1981), Markt, Oirsbeek
- Siberia (1982), Tuindorppark aan de Scholtis Coopmansstraat in Blerick
- Julius Solway (1982), Moreelsepark, Utrecht
- Julius Solway (1982, Kommelplein (voorheen Dominikanerkerkplein), Maastricht
- Paardetors (1984), Noordzijde, Emmeloord
- Fontein (1985), Het Overloon, hoofdkantoor DSM in Heerlen
- Ir. C.E.P.M. Raedts (1987), Douvenrade, Heerlen
- Paardehoofd met hals (1988), Twents Conservatorium, Enschede
- Ingekeerd paard (1988) bij raadhuis, Castricum
- Twee Stromen (1992), Marktstraat, Gulpen
- Paardje (1995), kruising Apollodreef / Wolgadreef, Utrecht
- portret Jean Sibelius (1995) in Muziekcentrum Vredenburg, Utrecht
- buste Toon Hermans (2000), Sittard
- Haaienvinnen, De Boelelaan, Amsterdam
- Paard, Burg. Hogguerstraat, Amsterdam
- Fontein met boegbeelden, Marineterrein Kattenburgerstraat, Amsterdam
- De Zonneruiter (opgeslagen), Heerlen

### Foto's

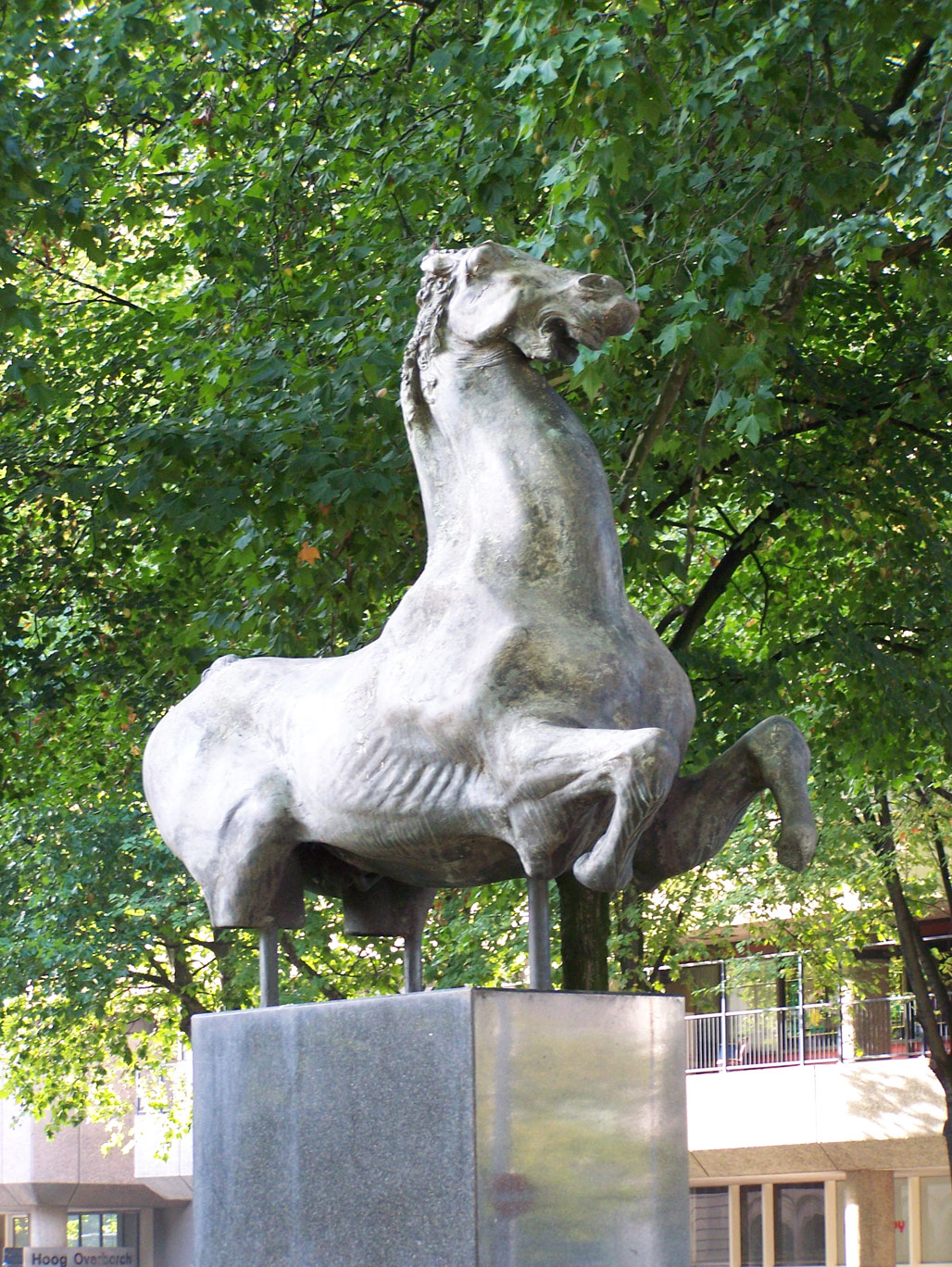
Julius Sulway in het Moreelsepark in Utrecht
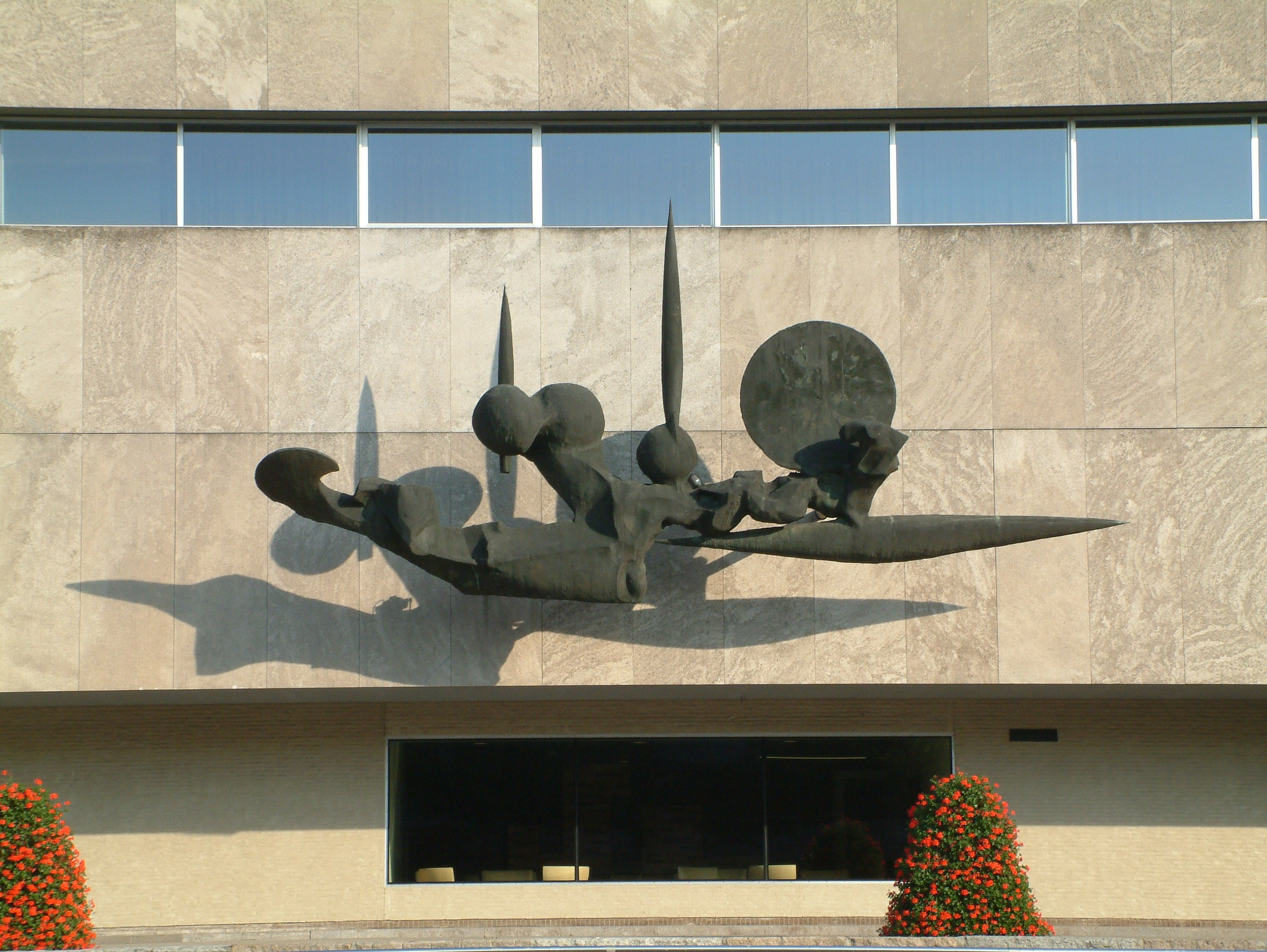
Gevelplastiek stadhuis Eindhoven
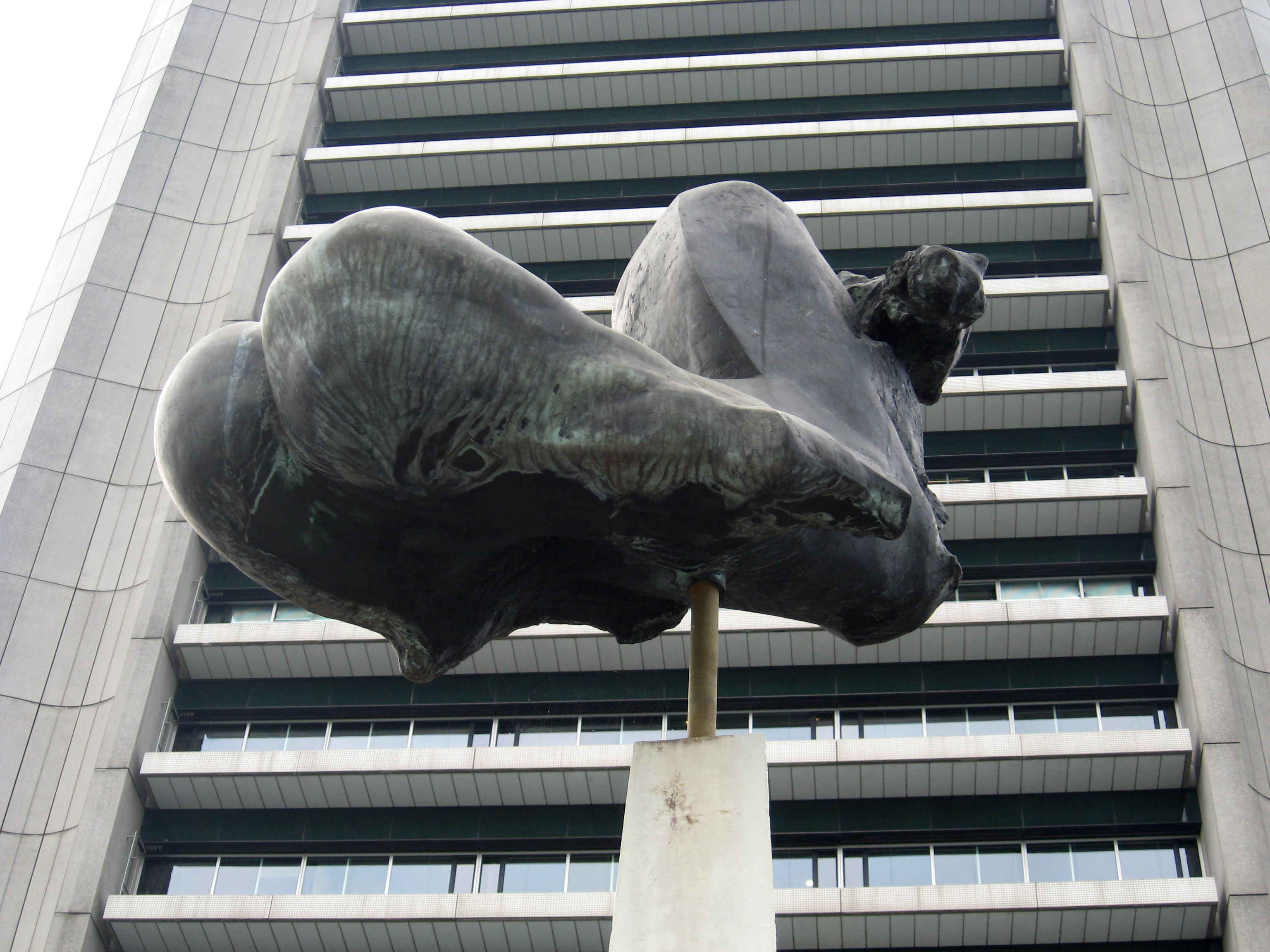
Paardentorso, Provinciehuis 's-Hertogenbosch
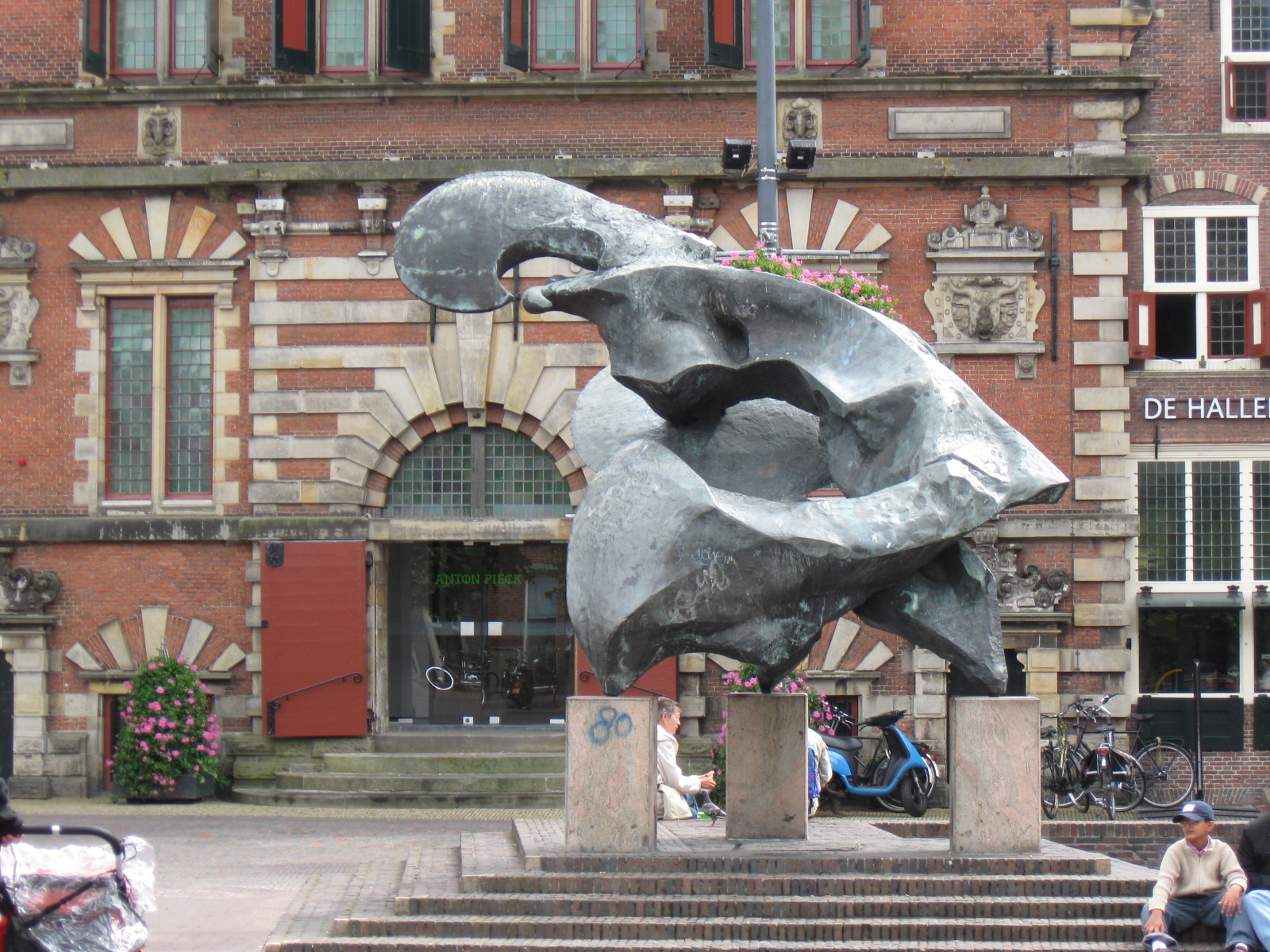
'Zonnevechter', Grote Markt, Haarlem

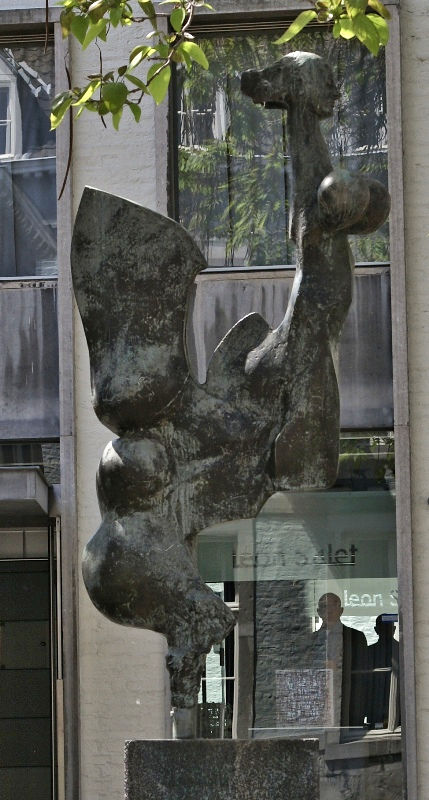
Boeg, Maastricht
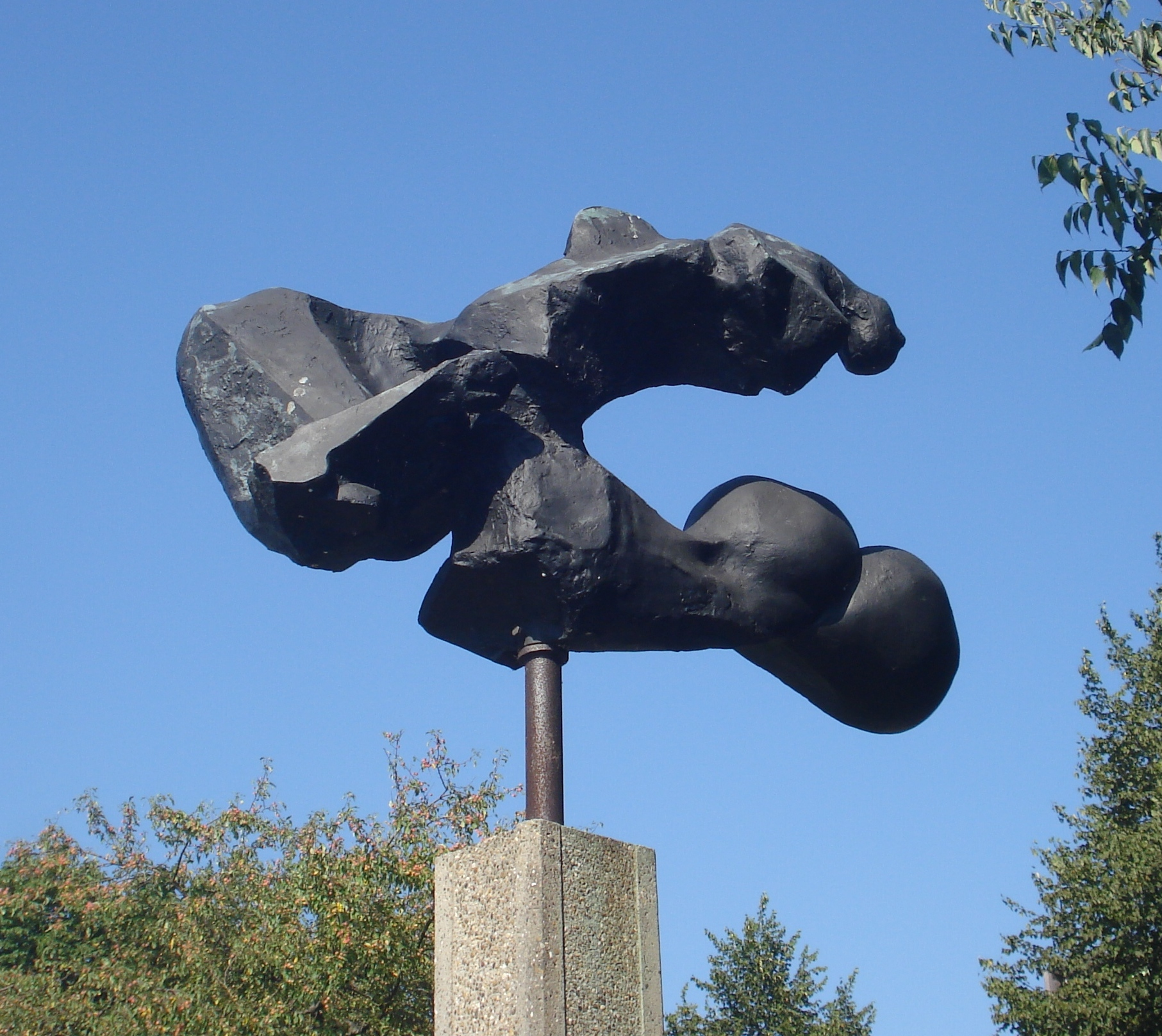
Paard en ruiter, Breda
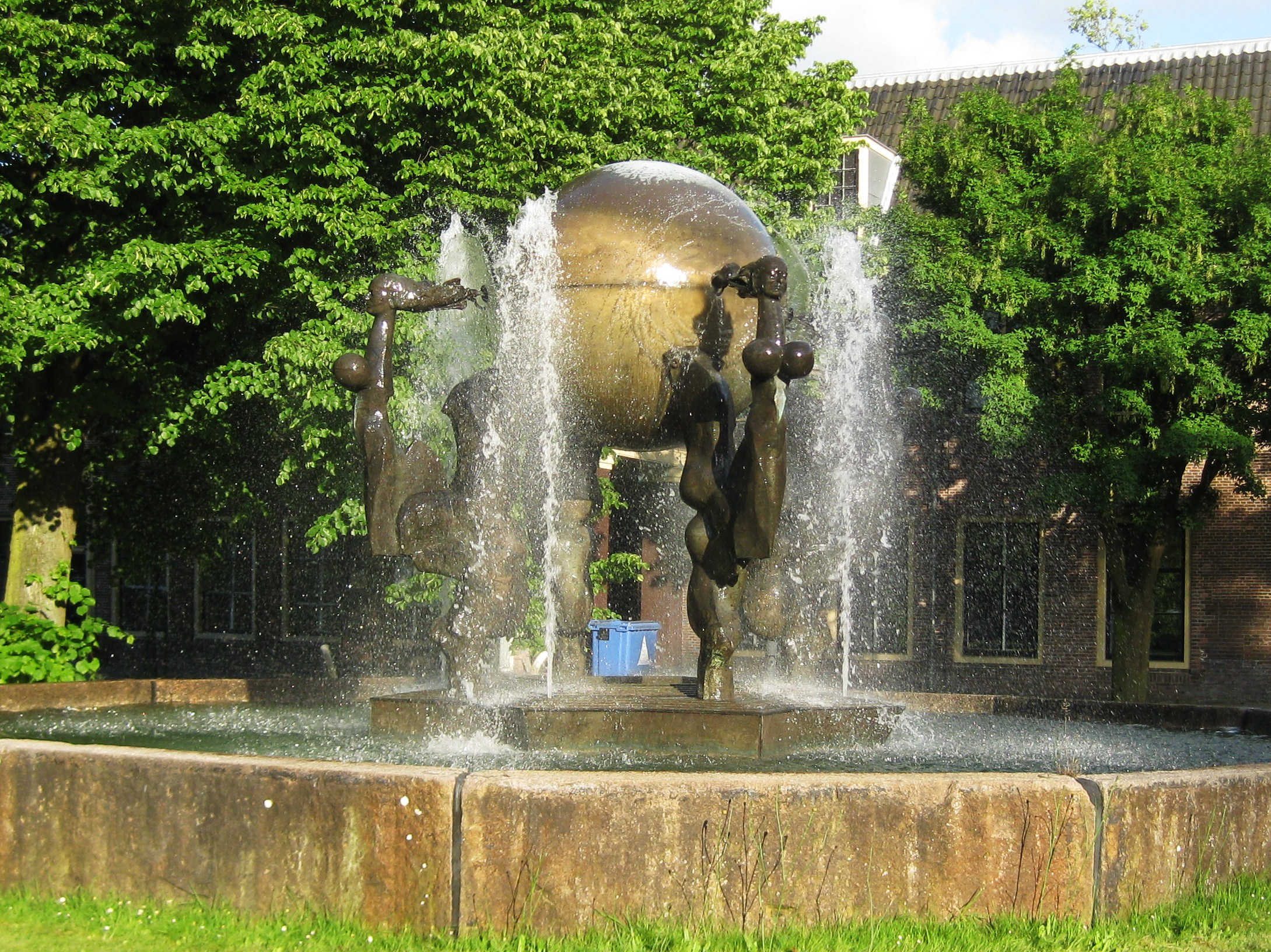
Fontein met boegbeelden, Marineterrein Amsterdam
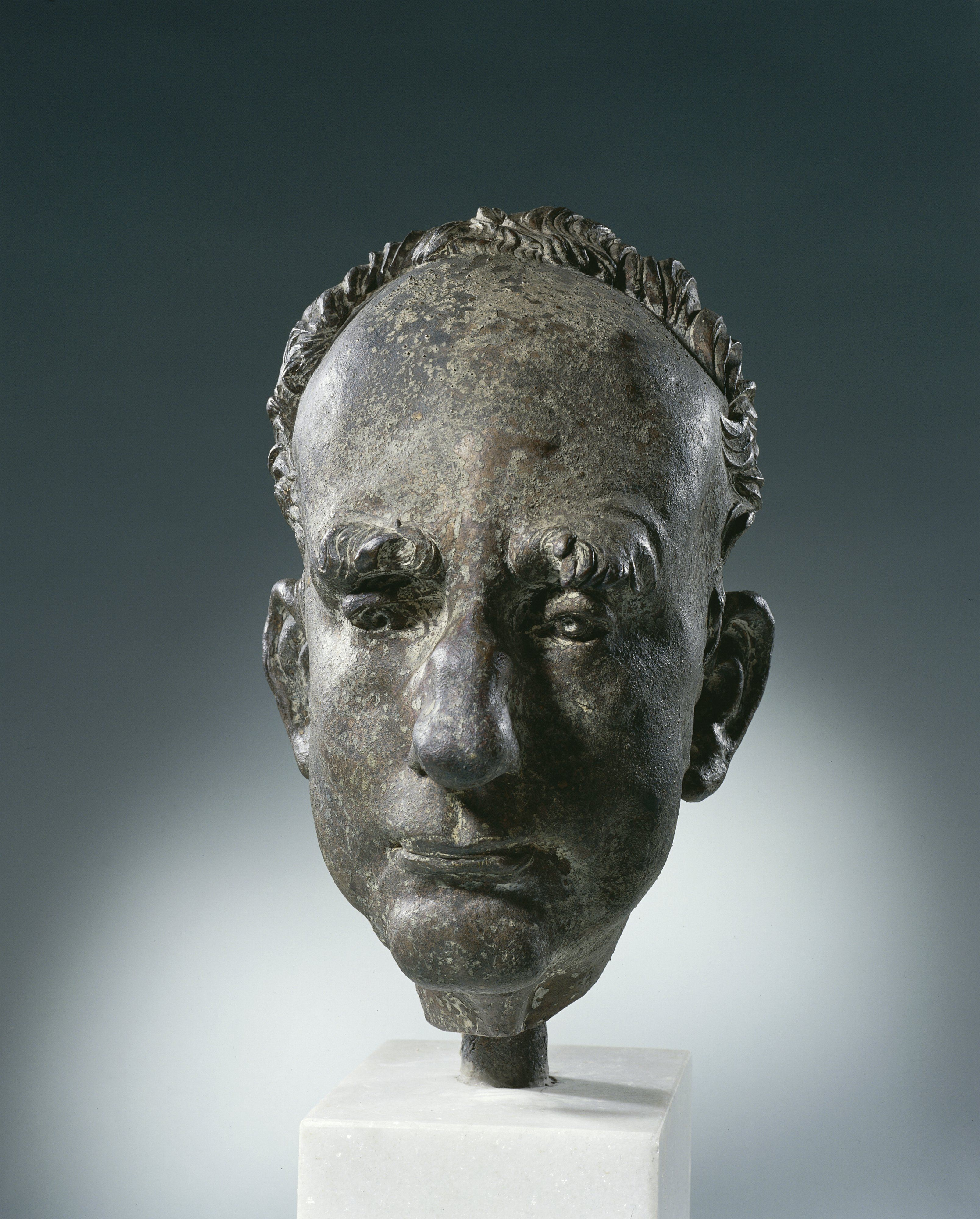
Kop van Arthur van Schendel